# Melina Havelock
Melina Havelock is een personage uit de James Bond-film For Your Eyes Only (1981), gespeeld door actrice Carole Bouquet.
Melina Havelock wordt door Hector Gonzales met een watervliegtuig afgezet bij haar ouders Timothy en Iona Havelock die wonen op een boot aan de kust van het Griekse eiland Korfoe. De ouders van Melina zijn bezig de locatie te achterhalen van de St. Georges, een gezonken Brits schip met aan boord een ATAC-decoder. Maar zodra Melina op de boot naar binnen wil gaan worden haar ouders neergeschoten door Gonzales in zijn vliegtuig. En Melina wil hierna meteen wraak.
Ze volgt Gonzales naar de Spaanse hoofdstad Madrid. Alvorens ze James Bond ontmoet doorboort Melina Gonzales met een pijl. Het tweetal ontsnapt van de belagers van Emile Locque, die Gonzales had ingehuurd voor de moord, in Melina's gele Citroën 2CV.
Bond ontmoet Melina opnieuw in Cortina d'Ampezzo waar ze naartoe is gelokt via een telegrambericht. Na van twee belagers op motoren te zijn ontkomen, verzoekt Bond Melina om terug naar Griekenland te gaan. Hier ontmoeten de twee elkaar later opnieuw. Ook wanneer Bond Kristatos ontmoet in casinorestaurant van Milos Columbo houdt Melina een oogje in het zeil.
Samen met Bond duikt Melina de ATAC op uit het wrak van de St. Georges. Kristatos wacht het tweetal op, neemt de ATAC over en probeert Melina en Bond te doden door hen achter zijn boot door het koraalrif te slepen waarna haaien hen zullen opeten. Bond slaagt erin Melina en hem te bevrijden. De papegaai van de ouders van Melina, Max, heeft gehoord dat Kristatos de ATAC naar St. Cyril neemt en dankzij Columbo achterhalen Melina en Bond de locatie: een klooster op een berg. Aldaar weten Bond, Melina, Columbo en drie handlangers binnen te dringen. Alvorens Melina de kans krijgt Kristatos met een pijl uit haar kruisboog te doorboren, wordt deze gedood door Columbo.
Later die avond wordt Bond gefeliciteerd door de Britse premier, maar laat hij deze met papegaai Max praten. Ondertussen duikt hij met Melina de zee in, maar niet voordat ze de woorden: For Your Eyes Only, darling heeft uitgesproken.